# Пляйтерсгайм
Пляйтерсгайм (нім. Pleitersheim) — громада в Німеччині, розташована в землі Рейнланд-Пфальц. Входить до складу району Бад-Кройцнах. Складова частина об'єднання громад Бад-Кройцнах.
Площа — 2,32 км2. Населення становить 337 ос. (станом на 31 грудня 2020).

## Галерея

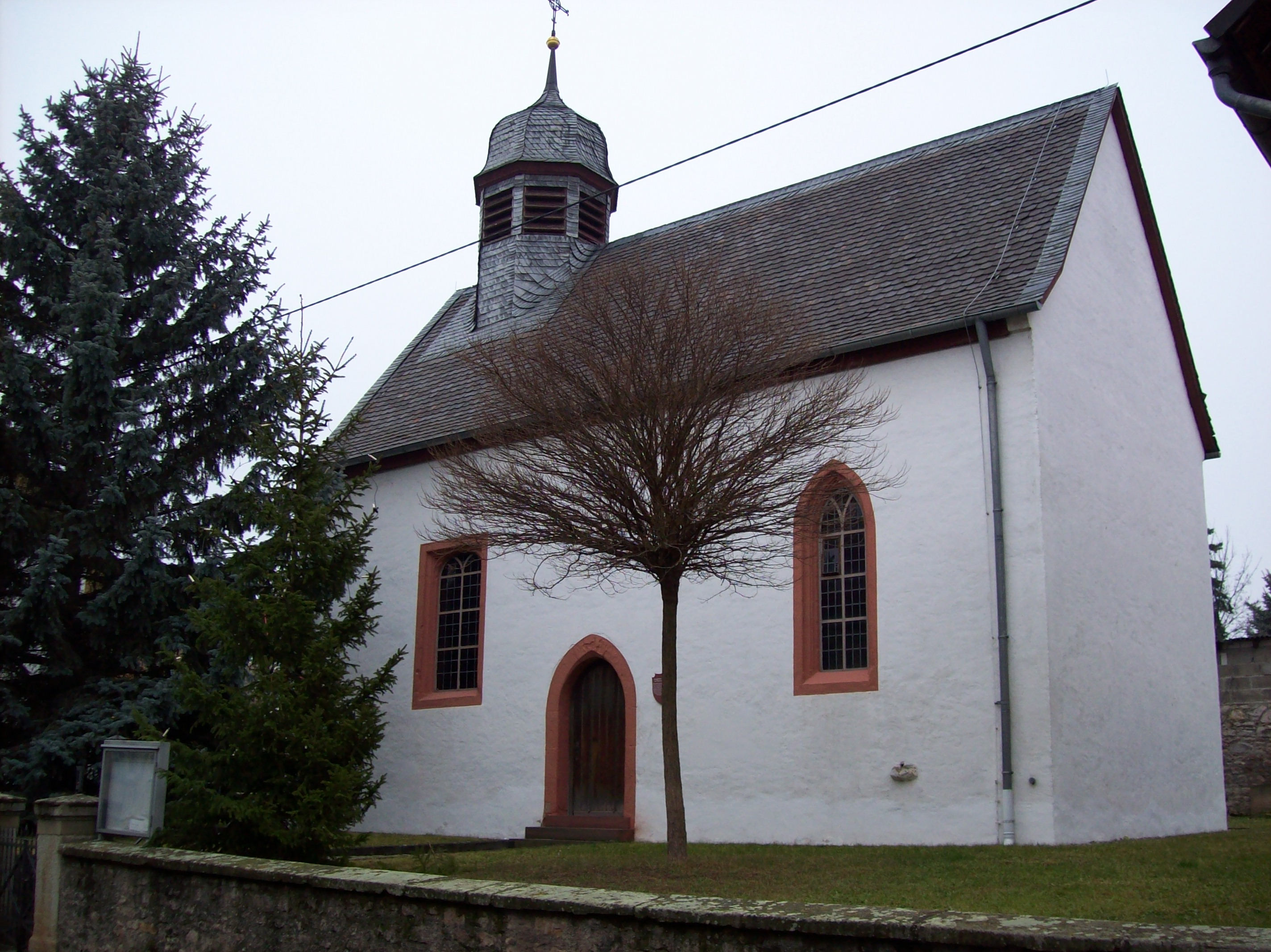